# دوري السوبر الأوغندي 2010-11
دوري السوبر الأوغندي 2010-11 (بالإنجليزية: 2010–11 Uganda Super League)‏ هو موسم من دوري السوبر الأوغندي. أشرف على تنظيمه اتحاد أوغندا لكرة القدم، وكان عدد الأندية المشاركة فيه 16، وفاز فيه نادي سلطة أوغندا للدخل.